# Papestra
Papestra là một chi bướm đêm thuộc họ Noctuidae.

## Loài
- Papestra biren (Goeze, 1781)
- Papestra brenda (Barnes & McDunnough, 1916)
- Papestra cristifera (Walker, 1858)
- Papestra invalida (Smith, 1891)
- Papestra quadrata (Smith, 1891)